# Naranjilla
A naranjilla avagy lulo, illetve „quitói narancs” (Solanum quitoense) a csucsorok közé tartozó, Dél-Amerikában honos cserje, a tomatillo és a perui földicseresznye (poha) közeli rokona.

## Származása, élőhelye
Az Andokban honos. Latin-Amerika hegyvidékein gyakran, az Óvilág trópusain ritkán termesztik.
Az igényes növény tápanyagban gazdag talajon, árnyékos helyen, csapadékban gazdag trópusi hegységekben, 1000 és 2500 m között, 18 °C körüli hőmérsékleten tenyészik. A virágok vetés után 4-5 hónap múlva jelennek meg, és kb. egy év múlva kezdődhet a mintegy 4 évig tartó betakarítás. Hűtés nélkül egy hétig, de hűtve is legföljebb csak egy hónapig tárolható; az érett bogyók gyorsan romlanak.
Legközelebbi rokona az Orinoco-paradicsom.

## Megjelenése
Dúsan elágazó, legfeljebb 2,5 m magas, gyengén fásodó szárú növény. Szórt állású, elálló, lágy szőrű levelei tojásdad-elliptikusak, a szélük durván fogazott, hirtelen kihegyezettek és szíves vállúak. A levélnyelet és a levélereket lila csillagszőrök borítják, akár a fiatal levéllemezt és a szárat. Hosszú, merev tüskéket is hordozhatnak. A mintegy 3 cm átmérőjű virágok rövid kocsányon 1–10-esével fejlődnek a levélhónaljban; a csésze lila-molyhos, az 5 cimpájú fehér párta alján lila szőrök nőnek.
Gömbölyű, legfeljebb 6,5 cm átmérőjű bogyói vastag kocsányon nőnek. A bogyókon megmarad a nagy, kehely alakú, ötcimpájú, molyhos csésze. Az érett termés héja akár 4 mm vastag is lehet; bőrnemű, fényes narancsszínű, érdes. A bogyókat letörölhető, világosbarna, nemezes csillagszőrök vonják be. Belsejük halvány narancsszínű, húsos. Hártyaszerű, hosszanti falak négy üregre tagolják, és azokat üveges, nagyon bő levű, savanykás, zamatos, sárgásnarancs színű pulpa tölti ki. E termésfalak közül kettő bordás; azokhoz tapadnak a lapos-gömbölyded vagy tojás alakú, zöldesfehér, 2–2,5 mm-es magok.

## Felhasználása
A bogyókból ízletes italokat készítenek. Ehhez eltávolítják a külső nemezréteget, majd a bogyót pürésítik, édesítik és jeges vízzel keverik. Dél-Amerikában a termés levéből bort állítanak elő. Desszertként a félbevágott gyümölcs pulpáját cukorral megszórják, és úgy kanalazzák ki a héjból. A vastag héjat banánnal vagy más hozzávalóval megtölthetik és megsüthetik. Lekvárt, zselét és szirupot is készítenek belőle.
|  |  |

## Külső hivatkozások
- Terebess gyümölcskalauz